# Jordan Scarlett
Jordan Scarlett (Fort Lauderdale, 9 febbraio 1996) è un giocatore di football americano statunitense che milita nel ruolo di running back per i Philadelphia Stars della United States Football League (USFL).

## Carriera

### Carolina Panthers
Scarlett fu scelto nel corso del quinto giro (154º assoluto) del Draft NFL 2019 dai Carolina Panthers. Debuttò come professionista subentrando nella gara del primo turno contro i Los Angeles Rams non tentando alcuna corsa. Le prime 9 yard le corse nella settimana 4 contro gli Houston Texans. Fu inserito in lista infortunati il 29 novembre, chiudendo la sua stagione da rookie con 9 presenze.